# Pasaichthys
Pasaichthys pleuronectiformis
Genre
Espèce
Pasaichthys est un genre fossile de petits poissons à nageoires rayonnées rapporté à la famille des Monodactylidae ou directement rattaché à l'ordre des Perciformes.
Une seule espèce fossile est attribuée au genre : Pasaichthys pleuronectiformis, décrite par Jacques Blot en 1969.

## Classification
Le genre Pasaichthys et l'espèce Pasaichthys pleuronectiformis sont décrits en 1969 par le paléontologue Jacques Blot,.

### Datation

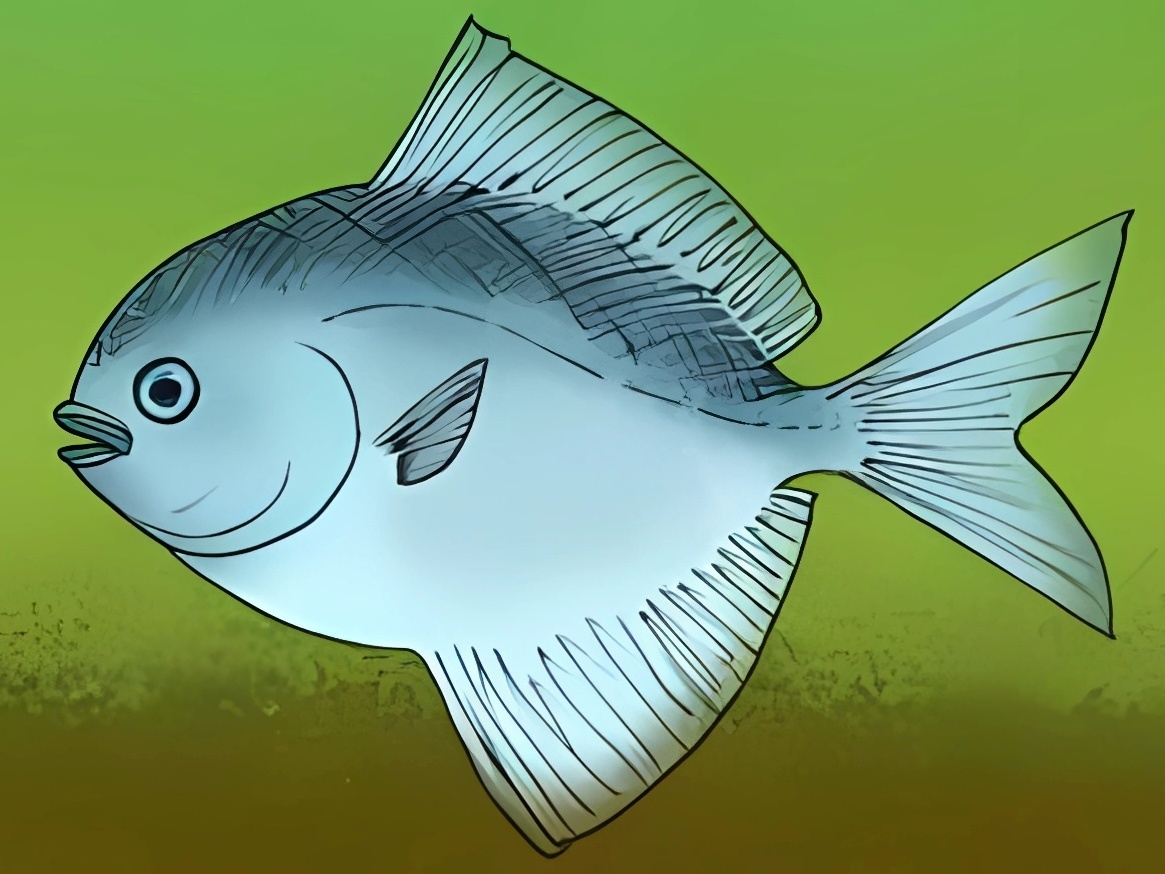
Vue d'artiste de Pasaichthys pleuronectiformis.

Il a vécu dans les lagons tropicaux de l'océan Téthys, précurseur de la Méditerranée, au cours de l'Éocène inférieur (Yprésien), il y a environ entre 50,5 et 48,5 Ma (millions d'années),. Ses fossiles sont parfaitement préservés, il provient du site paléontologique (Lagerstätte) du Monte Bolca, en Vénétie (Italie),.

## Description
Sa longueur totale est en moyenne de 6 centimètres. « Son corps est ovalaire, plus ou moins rhomboïdal, comprimé - Tête assez élevée avec une crête sagittale en lame de couteau, très développée - Yeux grands - Bouche moyenne ».
Il devait ressembler aux poissons-lunes du genre actuel Monodactylus.

### Publication originale
- [1959] Blot, J, « Les poissons fossiles du Monte Bolca classés jusqu’ici dans les familles des Carangidae, Menidae, Ephippidae, Scatophagidae », Studi e Ricerche sui Giacimenti Terziari di Bolca, vol. 1,‎ 1969, p. 1–525.